# Rejon hołoprystański
Rejon hołoprystański – dawna jednostka administracyjna Ukrainy, w składzie obwodu chersońskiego.
Zlikwidowany podczas reformy podziału terytorialnego 17 lipca 2020 roku, wszedł w skład rejonu skadowskiego.